# Michele Tomaszek
Padre Michał Tomaszek, italianizzato Michele (Łękawica, 23 settembre 1958 – Pariacoto, 9 agosto 1991), è stato un presbitero polacco dell'Ordine dei frati minori conventuali, missioniario a Pariacoto, in Perù, nella diocesi di Chimbote. Morto da martire in odium fidei, è stato beatificato assieme al suo confratello martire, padre Zbigniew Strzałkowski, da papa Francesco rappresentato dal cardinale Angelo Amato il 5 dicembre 2015 a Chimbote. La loro memoria liturgica, per l'Ordine dei Frati Minori Conventuali, cade il 7 giugno, giorno in cui, nel 1986, padre Michele Tomaszek fu ordinato diacono e padre Zbigneo sacerdote.

## Biografia
Michele Tomaszek ricevette un'istruzione cristiana approfondita. Suo padre morì nel 1969. Dopo aver completato la scuola elementare, all'età di 15 anni entrò nel seminario dei Padri francescani conventuali del convento di Legnica. Dopo aver completato brillantemente gli studi secondari, entrò nel noviziato di Smardzewice. Il giovane Michele pronunciò i suoi primi voti il 4 ottobre 1980, studiò teologia a Cracovia e poi emise la professione solenne nel 1987. Fu ordinato sacerdote il 23 maggio 1987. Successivamente, fu inviato come ministro in una parrocchia di Pieńsk.
Il padre Michele Tomaszek partì nel dicembre 1988 con entusiasmo nelle Ande peruviane dove i suoi superiori avevano preso la decisione di aprire una missione a Pariacoto (uno dei maggiori centri della produzione mondiale di coca destinata a essere trasformata in cocaina), con lui stesso, il padre Sbigneo Strzałkowski e il padre Jarosław Wysoczański. La cosa avvenne nell'agosto 1989.
Per oltre tre anni s’impegnarono nel servizio ai poveri, in un contesto carente di ogni infrastruttura e segnato dalla siccità. La loro azione evangelizzatrice era malvista dai guerriglieri dell’organizzazione Sendero Luminoso, d'ispirazione maoista, che il 9 agosto 1991 li rapirono. Il giorno successivo i loro cadaveri con segni di colpi di fucile, insieme a quello del sindaco del paese, furono trovati dietro il muro di cinta del cimitero. «Così muoiono i lacchè dell'imperialismo», scrivono sul cartello lasciato sui loro corpi insanguinati, come firma di questo assassinio. Il 25 agosto anche padre Alessandro Dordi fu assassinato nella stessa regione.
«Sono i nuovi santi martiri del Perù», commentò profeticamente Giovanni Paolo II il 13 agosto 1991, mentre si trovava a Cracovia per la Giornata mondiale della gioventù.
Si distinse per la sua semplice pietà verso la Vergine Maria e ha toccato i bambini e la gioventù per i suoi doni musicali, in particolare la chitarra e il flauto andino. Di carattere contemplativo, il beato Michele Tomaszek scrisse a un amico poche settimane prima della sua morte: «Non siamo qui per capire il mondo, ma per capire quale sia la volontà di Dio per noi. Si tratta di essere dove dovremmo essere».

## Beatificazione
La beatificazione si è svolta il 5 dicembre 2015 a Chimbote, con quella di Sbigneo Strazałkowski e Alessandro Dordi alla presenza di circa 30 000 persone, nello stadio della città. Presenti numerose autorità, tra di loro il presidente Ollanta Humala, il primo ministro Pedro Cateriano e altri 4 ministri, l'ambasciatore d'Italia a Lima, Mauro Marsili, e quello di Polonia.